# Le Voleur honnête
Le Voleur honnête (Честный вор) est une nouvelle de l'écrivain russe Fiodor Dostoïevski parue une première fois en 1848, puis reprise en volume en 1860.
Écrite au printemps 1848, la nouvelle paraît dans Les Annales de la Patrie en avril 1848, t. LVII, sous le titre Récits d’un vieux routier, qui comprenaient deux histoires :
- Le Soldat en retraite
- L’Honnête Voleur.

En préparant l’édition de ses premières œuvres en 1860, Dostoïevski supprima le premier récit — dont il était mécontent — et ne retint que le second.

## Les personnages
- Eustache Ivanovitch  : ancien soldat, tailleur, grand cœur ;
- Emélia Ilyitch  : l’honnête voleur, ivrogne, bon à rien ;
- Agrafièna  : cuisinière du narrateur.

## Résumé
Le narrateur est un célibataire qui vit seul depuis dix ans avec comme seule compagnie sa cuisinière Agrafièna. Cette dernière lui suggère de sous louer une pièce dans l’appartement. Il accepte pour lui faire plaisir, arrive Eustache Ivanovitch, ancien soldat qui exerce le métier de tailleur. Le narrateur et Eustache sont témoins d’un vol dans l’appartement, l’incident rappelle à Eustache sa rencontre avec un honnête voleur.
Deux années auparavant, il avait rencontré dans une gargote Emélia Ilyitch, ivrogne notoire à qui Eustache offre le couvert et le coucher par pitié. Ne pouvant pas se défaire de lui, il essaie de le ramener dans le droit chemin, peine perdue, il se saoule dès qu’il en a l’occasion. Un soir de retour chez lui, Eustache constate la disparition d’une culotte de cheval qu'il avait faite pour un Monsieur. Il soupçonne Emélia, ce dernier nie et quitte le domicile. Il revient plusieurs jours après chez Eustache pour y mourir, il attendra le dernier moment pour avouer le vol.
Pour Alexandre Soloviev Dostoïevski reproduit bien dans ce récit le style primitif et sincère d'un homme du peuple. L'idée principale du récit est la bonté modeste et sincère d'un être simple. Le sous-officier, pauvre lui-même, éprouve un vif regret quand il constate que Emélia l'a volé, mais ne lui fait pas de reproche par délicatesse parce qu'il est aussi un être sensible et délicat. Par faiblesse, il a commis un vol, mais il voudrait se racheter en travaillant pour son bienfaiteur. Il succombe finalement à ses remords plus qu'à la maladie.  

## Éditions françaises
- Un honnête voleur, traduit par Gustave Aucouturier, dans Récits, Chroniques et Polémiques, Paris, Gallimard, Bibliothèque de la Pléiade no 211, 1969 [Réédition 2006].  (ISBN 2-07-010179-7)
- Premières Miniatures (cette édition rassemble les nouvelles suivantes : Un roman en neuf lettres, Polzounkov, Le Voleur honnête, Un sapin de Noël et un mariage), traduites par André Markowicz, Arles, Éd. Actes Sud, Collection Babel, 2000  (ISBN 2 7427 3062 1)